# Allorchestes priceae
Allorchestes priceae is een vlokreeftensoort uit de familie van de Dogielinotidae. De wetenschappelijke naam van de soort is voor het eerst geldig gepubliceerd in 2001 door Hendrycks & Bousfield.